# Orso Mario Corbino
Orso Mario Corbino (Augusta, Regne d'Itàlia, 30 d'abril de 1876 – Roma, Regne d'Itàlia, 23 de gener de 1937) va ser un físic i polític italià. És conegut pels seus estudis sobre la influència dels camps magnètics sobre el moviment dels electrons en metalls, conegut com l'efecte Corbino. Com a polític, va ser ministre d'educació i d'economia.
Va néixer a Augusta, Sicília, provinent d'una família d'artesans de pasta. Es va llicenciar en Física a la Universitat de Palerm quan tenia 20 anys. El 1904 va guanyar la càtedra de física experimental a la Universitat de Messina, i el 1908 es va traslladar a la Universitat de Roma.
Durant la seva estada a la Universitat de Messina va treballar en l'àmbit de la magneto-òptica juntament amb Damiano Macaluso, amb qui va descobrir l'anomenat efecte Macaluso-Corbino. Més tard, ja a la Universitat de Roma, va descobrir l'efecte Corbino el 1911. Com a director de l'Institut de Física, va ser el supervisor d'Enrico Fermi, Edoardo Amaldi, Franco Rasetti, Emilio Segrè, Bruno Pontecorvo, Oscar D'Agostino i Ettore Majorana.
El 1917 va ser nomenat president del Consell Superior d'Aigua i Obres Públiques, senador el 1920 i, ministre d'Educació Pública el 1921. De la mà de Benito Mussolini va ser nomenat ministre d'Economia Nacional entre el 1923 i el 1924, tot i que ell no era membre del partit feixista. També va ser president de la General Electricity Company i de la Southern Electricity Society.
En l'àmbit acadèmic, fou membre nacional de Lincei, president de la Societat italiana de ciències, coneguda com a XL, entre 1914 i 1919, president de la Societat física italiana.